# غيردا ستيفنسون
غيردا ستيفنسون (بالإنجليزية: Gerda Stevenson)‏ هي ممثلة بريطانية، ولدت في 10 أبريل 1956 في مقاطعة بيبلز في المملكة المتحدة.

## وصلات خارجية
- غيردا ستيفنسون على موقع IMDb (الإنجليزية)
- غيردا ستيفنسون على موقع قاعدة بيانات الفيلم (الإنجليزية)